# Gorceakov
Gorceakov, (în limba rusă: Горчако́в ) este o familie princiară din ramura Rurikidă, descendenți ai suveranilor Peremîșl. Cel mai cunoscut reprezentant al familiei a fost Aleksandr Mihailovici Gorceakov (1798-1883), cancelar al Imperiului Rus în timpul domniei lui Alexandru al II-lea.

## Aleksei Ivanovici Gorceakov
Familia a ajuns la notorietate pentru prima oară în timpul împărătesei Ecaterina a II-a. Prințul Alexei Ivanovici (1769-1817) a luptat sub comanda unchiului său Alexandr Suvorov în războaiele ruso-turce, a luptat ca general în operațiunile din Elveția și Italia din 1799 și în luptele împotriva armatelor napoleoniene din Polonia în 1806-1807. A fost succesorul lui  Barclay de Tolly în funcția de ministru de război în 1813. Fratele său, Andrei Ivanovici (1776-1855), a fost general al armatei imperiale ruse și a avut o contribuție marcantă în finalul campaniei împotriva lui Napoleon. Verișoara sa, prințesa Pelaghia Nicolaevna (1762-1838) a fost transformată în personaj al romanului Război și pace de către nepotul ei, Lev Tolstoi.

## Piotr Dimitrievici Gorceakov
Prințul Piotr Dimitrievici Gorceakov (1790-1868) a luptat sub comanda lui Mihail Kamenski și Mihail Kutuzov în războaiele împotriva turcilor și, în cele din urmă, în războiul împotriva Franței, în 1813-1814. În 1820, el a înăbușit o revoltă în Caucaz, pentru această acțiune fiind înaintat la gradul de general maior. În 1828-1839 a luptat, sub comanda prințului Peter von Wittgenstein, împotriva turcilor, a învins la Aidos și a semnat pacea de la Adrianopol. În 1839 este numit gubernator al Siberiei Răsăritene. Se retrage din viața publică în 1851.
În momentul în care a izbucnit războiul Crimeii, el și-a oferit serviciile împăratului Nicolae al II-lea, care l-a numit comandant al Corpului al IV-lea de armată din Crimeea. A comandat acest corp de armată în bătaliile de la Alma, Inkerman. S-a retras, din nou, din serviciul activ în 1855 și a murit la Moscova, în 1868.

## Mihail Dmitrievici Gorceakov
Prințul Mihail Dmitrievici Gorceakov (1795-1861), fratele lui Piotr Dimitrievici Gorceakov, a intrat în serviciul activ al armatei în 1807 și a luptat în campaniile împotriva Persiei din 1810 și Franței din 1812 – 1815. În timpul războiului ruso-turc din 1818-1829 a luptat în asediile Silistrei și Șumnei.
După ce a fost înaintat la gradul de general, în 1830, a luptat în Polonia pentru înăbușirea revoltei din noiembrie și a fost rănit în bătălia de Grochow, (25 februarie 1831). S-a remarcat în bătălia de la Ostrolenka și în luptele pentru cucerirea Varșoviei. Pentru aceste fapte a fost avansat la gradul de general locotenent. În 1846 a fost numit guvernator-general al Varșoviei. În 1848 a fost comandantul artileriei ruse în războiul împotriva Ungariei. În 1852 a participat la Londra ca reprezentant al armatei ruse, șef al Marelui Stat Major și aghiotant al țarului, la funeraliile ducelui Wellington.
După ce Rusia a declarat război Turciei, în 1853, a fost numit comandantul suprem al armatelor care au ocupat Moldova și Valahia. În 1854 a trecut Dunărea cu armatele ruse și a asediat Silistra. A fost îndepărtat de la comandă în aprilie de prințul Ivan Paskevici, care a demisionat, însă, în iunie. Gorciacov a reluat comanda trupelor ruse, dar, în iulie, asediul Silistrei a fost ridicat, armata imperială s-a retras peste Dunăre, iar în august au părăsit și Principatele Române.
În 1855, Gorceakov a fost numit comandant suprem al forțelor ruse din Crimeea în locul prințului Menșikov, căzut în disgrație. Prințul Gorceakov a dat dovadă de lipsă de energie în apărarea Sevastopolului și, după căderea acestuia, în apărarea teritoriului de la nord de oraș, până la semnarea păcii. În 1856 a fost numit guvernator-general al Poloniei, înlocuindu-l pe prințul Paskevici. A murit la Varșovia în 1861 și a fost înmormântat, conform ultimei sale dorințe, la Sevastopol.